# Tommaso Bertelè
Tommaso Bertelè (* 10. Juli 1892 in Isolella di Cerea; † 4. Februar 1971) war ein italienischer Botschafter und Numismatiker.

## Leben
Tommaso Bertelè wurde 1892 in Isolella di Cerea geboren. Er studierte Sozialwissenschaft und trat 1915 in den auswärtigen Dienst ein, der ihn zunächst in Wien und London einsetzte. Bei der Pariser Friedenskonferenz 1919 war er Sekretär des Consiglio Supremo (obersten Rates) und  wurde anschließend nach Bern versetzt. Ein Jahr später nahm er in Genf zunächst an den ersten drei Sitzungsperioden des Völkerbundes teil und war von Mai bis Juni 1921 in Rom und von Oktober bis November 1921 in Portorož als Sekretär bei der Konferenz zu den Nachfolgestaaten Österreich-Ungarns beteiligt. Anschließend wurde Bertelè als Gesandtschaftssekretär beim Hochkommissar in Konstantinopel eingesetzt.
Nachdem er dann 1926 zunächst nach Berlin beordert worden war, wurde Bertelè ab 1930 als Gesandtschaftssekretär und zugleich als Geschäftsträger in Buenos Aires, ab 1932 in Asunción und ab 1933 in Montevideo eingesetzt. Im Jahr 1938 erhielt Bertelè seine Berufung als Generalkonsul in Sarajevo, bevor er ein Jahr später als Gesandter nach Bogotá versetzt wurde. Hier leitete er ab 1942 die Abteilung Geschichte des Außenministeriums unter Galeazzo Ciano.
Bertelès etwa 10.000 Exemplare umfassende Sammlung byzantinischer Münzen wurde 1956 und 1960 in zwei Teilen von Philip Grierson für Dumbarton Oaks erworben. Sein Nachlass, eine umfangreiche Bibliothek zu den Themen Venedig und Byzanz im Spätmittelalter, erstand 1990 die Biblioteca Classense in Ravenna. 
Der dortige Fondo Bertelè birgt neben Bertelès Nachlass in Form seiner Bibliothek, die aus etwa 10.000 Werken besteht, die sich mit der Geschichte von Byzanz sowie den wirtschaftlichen und kulturellen Beziehungen insbesondere zwischen Venedig und Konstantinopel befassen, aber auch mit der Geschichte der Türkei zwischen dem Mittelalter und etwa 1900.

## Veröffentlichungen (Auswahl)
- Il Palazzo degli Ambasciatori di Venezia a Costantinopoli e le sue antiche memorie, Casa Editrice Apollo, Bologna 1931.
- Il giro d'affari di Giacomo Badoer. Precisazioni e deduzioni, in: Akten des elften Internationalen Byzantinistenkongresses München 1958, München 1960, S. 48–57.
- I gioielli della corona bizantina dati in pegno alla Repubblica veneta nel sec. XIV e Mastino II della Scala, in: Studi in onore di Amintore Fanfani, Bd. 2, Giuffrè, Mailand 1962, 90–177.
- Moneta veneziana e moneta bizantina, in: A. Pertusi (Hrsg.): Venezia e il Levante fino al secolo XV, 1/1-2: Storia-Diritto-Economia, Florenz 1973, S. 3–146.

## Belege
1. ↑  Rivista italiana di numismatica e scienze affini 95 (1993), S. 79, Anm. **.
2. ↑  Philip Grierson: Byzantine Coinage, Dumbarton Oaks, 1999, S. 63.
3. ↑  Fondi Antichi e Speciali - Manoscritti e rari (Memento des Originals vom 28. März 2017 im Internet Archive)  Info: Der Archivlink wurde automatisch eingesetzt und noch nicht geprüft. Bitte prüfe Original- und Archivlink gemäß Anleitung und entferne dann diesen Hinweis., Website der Biblioteca Classense (kurze Beschreibung des Fondo Bertelè)

| Vorgänger | Amt                                    | Nachfolger    |
| --------- | -------------------------------------- | ------------- |
| —         | italienischer Gesandter in Bogota 1939 | Luigi Cortese |

| Personendaten    | Personendaten          |
| ---------------- | ---------------------- |
| NAME             | Bertelè, Tommaso       |
| KURZBESCHREIBUNG | italienischer Diplomat |
| GEBURTSDATUM     | 10. Juli 1892          |
| GEBURTSORT       | Isolella di Cerea      |
| STERBEDATUM      | 4. Februar 1971        |